# Liste der Abteilungsleiterinnen in der Kaiser-Wilhelm-Gesellschaft
Die Kaiser-Wilhelm-Gesellschaft beschäftigte im Vergleich zu den Universitäten mehr Frauen. In einigen Kaiser-Wilhelm-Instituten arbeiteten Wissenschaftlerinnen ab 1912, in 10 Kaiser-Wilhelm-Instituten gab es immerhin 14 Abteilungsleiterinnen, deren Status dem eines außerordentlichen Professors entsprach.
Drei der 14 Abteilungsleiterinnen wurden zum Wissenschaftlichen Mitglied ernannt. Drei weitere waren nur inoffiziell mit dieser Position betraut worden.
| KWI für                                          | Leiterin                                               | Abteilung | von–bis      |
| ------------------------------------------------ | ------------------------------------------------------ | --- | ------------ |
| Chemie                                           | Lise Meitner (Wissenschaftliches Mitglied 1913–1938)   | Radiophysikalische Abteilung | 1918–1938    |
| Hirnforschung                                    | Cécile Vogt (Wissenschaftliches Mitglied 1919–1937)    | Hirnanatomie | 1919–1937    |
| Faserstoffchemie                                 | Gerda Laski                                            | Ultrarotforschung | 1924–1927    |
| Ausländisches öffentliches Recht und Völkerrecht | Marguerite Wolff (inoffiziell)                         | Englische und amerikanische Rechtsfragen | 1925–1933    |
| Biochemie                                        | Maria Kobel                                            | Tabakforschung | 1929–1936    |
| Medizinische Forschung                           | Isolde Hausser (Wissenschaftliches Mitglied 1938–1951) | „Abteilung Hausser“ | 1929–1951    |
| Hirnforschung                                    | Marthe Vogt                                            | Chemische | 1931–1935    |
| Strömungsforschung                               | Irmgard Flügge-Lotz (inoffiziell)                      | Theoretische Aerodynamik | 1934–1938    |
| Hirnforschung                                    | Gertrud Soeken                                         | Klinikleiterin (unter ihrer Leitung wurde 1932 eine eigene Nervenklinik des KWI-Instituts für Hirnforschung fertiggestellt) und NSDAP-Mitglied | 1935–1939    |
| Tierzuchtforschung                               | Ann-Charlotte Frölich                                  | Biologische Chemie | 1940–1943    |
| Biochemie                                        | Else Knake                                             | Gewebezüchtung | 1943–1945/63 |
| Kulturpflanzenforschung                          | Elisabeth Schiemann                                    | Geschichte der Kulturpflanzen | 1943–1945/56 |
| Silikatforschung                                 | Luise Holzapfel                                        | Silikatchemie | 1943/45–1962 |
| Ausländisches öffentliches Recht und Völkerrecht | Angèle Auburtin (inoffiziell)                          | Amerikanisches Staats- und Verwaltungsrecht/Katholisches Kirchenrecht                                                                          | 1934/44–1945 |

An den 41 Forschungsinstituten der Kaiser-Wilhelm-Gesellschaft waren bis 1945 zudem insgesamt 254 Wissenschaftlerinnen angestellt. Die KWI nahm damit eine Sonderstellung unter den außeruniversitären Forschungseinrichtungen ein, da Frauen vor den 1950er Jahren außer in der Leopoldina in keiner Akademie Leitungsfunktionen übernahmen. Annette Vogt führt dies auf das sogenannte Harnack-Prinzip der KWI zurück, nach dem wissenschaftliche Angestellte nicht von allen Mitgliedern demokratisch gewählt, sondern von den Direktoren der jeweiligen Institute bestimmt werden konnten. Dies schloss Wissenschaftlerinnen von einigen Instituten komplett aus, ermöglichte ihnen aber an anderen Instituten höhere Chancen auf eine Anstellung.